# Pulse-position modulation
Pulse position modulation o PPM, è un tipo di modulazione impulsiva in cui l'informazione è codificata dalla posizione dell'impulso di durata τ all'interno del periodo di campionamento della modulazione e in relazione al suo contenuto informativo. In effetti la PPM è una modulazione di fase per l'impulso che mantiene invece costanti l'ampiezza e la larghezza.
Questo tipo di modulazione permette o la divisione del canale in τ/T slot temporali (canali) oppure permette di mandare un messaggio codificato nel tempo e di inviare nel tempo T τ bit (sono possibili 2^τ combinazioni temporali diverse).
Gli impulsi di ampiezza e durata costante modulati con la PPM iniziano all'istante di tempo in cui hanno termine gli impulsi della modulante PWM.